# Kristin Nelson
Sharon Kristin Harmon Nelson (de soltera Harmon; 25 de junio de 1945 – 27 de abril de 2018) fue una pintora, actriz, y autora estadounidense. Hermana de los actores Mark Harmon y Kelly Harmon, estuvó casada con el actor y músico Ricky Nelson por 19 años.

## Primeros años
Kristin era hija del famoso jugador de fútbol americano Tom Harmon y de la modelo y actriz Elyse Knox. Sus hermanos menores son la modelo y actriz Kelly Harmon y el actor Mark Harmon.
Asistió al Marymount High School, un colegio católico para chicas en Bel Air, junto con otros hijos de famosos, entre ellos Mia Farrow, que era una de sus mejores amigas del colegio. En 1963, a los 17 años, se casó con el ídolo adolescente Ricky Nelson y dio a luz a su primer hijo seis meses después.

## Carrera

### Actuación
Tras su matrimonio con Rick en 1963, se unió a él y a su familia en su programa de televisión The Adventures of Ozzie and Harriet como miembro habitual del reparto, apareciendo por primera vez en el episodio "Rick's Wedding Ring". En 1965, coprotagonizó junto a Rick la comedia romántica Love and Kisses, en la que interpretaron los problemas de una joven pareja en edad escolar que se casa—un "reparto inspirado", según un crítico.
Interpretó a Jean, la esposa del policía Jim Reed, en Adam-12, apareció como estrella invitada en otras series y participó en algunas películas, entre ellas The Resurrection of Broncho Billy, que ganó un Óscar al mejor cortometraje de acción real. Se retiró de la actuación en 1982 tras Liar's Moon.[cita requerida]

## Filmografía

### Cine
| Año  | Título                            | Papel                                           | Notas        |
| ---- | --------------------------------- | ----------------------------------------------- | ------------ |
| 1965 | Love and Kisses                   | Rosemary Cotts                                  | largometraje |
| 1967 | What Am I Bid?                    | Beth Hubbard (acreditada como Kristin Nelson)   | largometraje |
| 1970 | The Resurrection of Broncho Billy | La chica (acreditada como Kristin Nelson)       | cortometraje |
| 1975 | Sonic Boom                        | Audrey Maginni (acreditada como Kristin Nelson) | cortometraje |
| 1982 | Liar's Moon                       | Prostituta #1 (acreditada como Kristin Nelson)  | largometraje |

### Televisión
| Año       | Título                              | Papel                                         | Notas |
| --------- | ----------------------------------- | --------------------------------------------- | --- |
| 1963-1966 | The Adventures of Ozzie and Harriet | Kris Nelson                                   | Miembro regular del reparto (31 episodios)                                                                         |
| 1969      | The Over-the-Hill Gang              | Hannah Rose (acreditada como Kris Nelson)     | Television movie (ABC)                                                                                             |
| 1970      | Green Acres                         | Carol Kenworthy (acreditada como Kris Nelson_ | Episodio: "Eb's Double Trouble"                                                                                    |
| 1975      | Adam-12                             | Jean Reed (credited as Kristin Nelson)        | Episodio: "Lady's Night" Episode: "Something Worth Dying For: Part 1" Episode: "Something Worth Dying For: Part 2" |

### Arte
Kristin pintaba desde los 17 años y realizó su primera exposición individual en 1967. Su obra fue descrita como "ampliamente aclamada" y se ha comparado con la de Grandma Moses. Sus pinturas al óleo se vendieron por hasta 5000 dólares en la década de 1970.
Las composiciones de colores vivos de Kristin gustaron a Jacqueline Kennedy, Mia Farrow, Tyne Daly, Dwight Yoakam y otras celebridades. Su carrera artística recibió un impulso cuando Kennedy compró su cuadro When the Kennedys Were in the White House.
Sus cuadros están concebidos sin perspectiva y son de colores vivos, con muchas figuras incluidas. Entre los temas se incluyen When the Kennedys Were in the White House (1964) y The Day He Died (1990), un homenaje a su padre pintado en el marco de una ventana que representa una iglesia rural y nubes de lluvia. En 1999, sus pinturas se publicaron en una autobiografía de gran formato, Out of My Mind. Las pinturas documentan la historia de su vida y se complementan con entradas de diario y poemas.[cita requerida] En 1988, conoció al director y productor Mark Tinker, quien le preguntó qué quería hacer con su vida. Ella le respondió: "Quiero pintar."[cita requerida]

## Vida personal

### Matrimonio con Rick Nelson
Kristin conoció a Ricky Nelson cuando era "una fan más de 12 años" suya. Comenzaron a salir el día de Navidad de 1961, cuando ella tenía 16 años y Rick 21. Un año después, la pareja anunció su compromiso. Se casaron el 20 de abril de 1963, en una ceremonia católica en la St. Martin of Tours Catholic Church en Los Ángeles. Nelson estaba embarazada, y Rick describió más tarde la unión como una "boda forzada".[cita requerida] Rick, un protestante no practicante, recibió instrucción en el catolicismo antes de la boda y firmó un compromiso para bautizar a los hijos de la unión en la fe católica. La pareja tuvo tres hijos más, pero su extravagante estilo de vida obligó a Rick a realizar giras durante largos periodos, lo que supuso una gran presión para el matrimonio. En 1975, los Nelson estaban a punto de separarse. Cuando Rick regresó de una gira en 1977, descubrió que Kristin lo había sacado de su casa y lo había trasladado a una casa alquilada. Menos de un mes después, ella lo encontró allí con dos animadoras de Los Angeles Rams. Rick afirmó más tarde que ella le había tendido una trampa para utilizar el incidente en su contra en los tribunales.
En octubre de 1977, Kristin solicitó el divorcio y pidió una pensión alimenticia, la custodia de sus cuatro hijos y una parte de los bienes gananciales, pero la pareja se reconcilió temporalmente. En abril de 1980, la pareja compró la finca de Errol Flynn en Mulholland Drive, construida en 1941, por 750 000 dólares. Nelson quería que Rick dejara la música, pasara más tiempo en casa y se centrara en la actuación, pero Rick siguió de gira sin descanso. La disputa sobre la carrera de Nelson creó malestar en el hogar. En octubre de 1980, Kristin volvió a solicitar el divorcio. Los intentos de negociar un acuerdo preliminar no tuvieron éxito. En febrero de 1981, a Nelson se le concedió temporalmente la custodia de los hijos y una pensión alimenticia mensual de 3600 dólares. Rick tuvo que hacerse cargo de los gastos familiares, como los impuestos sobre la propiedad, las facturas médicas y la matrícula escolar. Kristin afirmó que Rick estaba ocultando bienes, pero, en realidad, según se informa, él estaba casi en la ruina. Cada uno acusaba al otro de abusar de las drogas y el alcohol y de ser un mal padre. Tras dos años de acritud, la pareja se divorció en diciembre de 1982. El divorcio fue devastador para Rick desde el punto de vista económico, ya que los abogados y contables se llevaron más de un millón de dólares.
En un documental de 1998 sobre la familia Nelson, Ozzie and Harriet: The Adventures of America's Favorite Family, Nelson dijo sobre su matrimonio con Rick: "Me pasé toda la vida luchando contra el cuento de hadas. Primero intentando serlo, luego intentando decir la verdad."

### Hijos
Kristin y Rick Nelson tuvieron cuatro hijos. Su hija, Tracy, nació seis meses después de la boda, el 25 de octubre de 1963, en el St. John's Hospital de Santa Mónica, California. Pesó cuatro libras y una onza, y fue ligeramente prematura. Cuando era preescolar, Tracy apareció en Yours, Mine, and Ours con Lucille Ball. En su adolescencia, asistió a la exclusiva Westlake School for Girls. Durante las dificultades matrimoniales de sus padres, se quedó con su padre en la casa de Mulholland Drive. Tracy se convirtió en bailarina profesional y en una exitosa actriz de cine y televisión.
Sus hijos gemelos, Gunnar Eric Nelson y Matthew Gray Nelson, nacieron el 20 de septiembre de 1967. Se mudaron con su padre tan pronto como cumplieron 18 años, tres meses antes de su trágica muerte. Poco después, formaron la banda Nelson.
Su cuarto hijo, Sam Hilliard Nelson, nació el 29 de agosto de 1974. A los seis años, fue puesto al cuidado de sus abuelos maternos y se convirtió en objeto de una batalla por la custodia entre Nelson y su hermano, el actor Mark Harmon, en 1987, cuando este la acusó de ser una madre incapaz. Sam se licenció en Psicología y se especializó en Cine en el Boston College y ha trabajado en el mundo de la música.
Tras la muerte de Rick Nelson en un accidente aéreo en 1985, sus cuatro hijos heredaron lo que quedaba de su patrimonio.

### Caso de custodia
En 1987, dos años después de la muerte de Rick Nelson, Kristin Nelson se encontraba en rehabilitación por drogas cuando su hermano Mark Harmon y su esposa Pam Dawber solicitaron la custodia del hijo menor de Kristin, Sam, alegando que Kristin era incapaz de ejercer una buena maternidad. El psiquiatra de Sam testificó que el niño de 13 años describía a su madre como un dragón y se quejaba de sus cambios de humor y de cómo le impedía estar con sus hermanos. Durante la batalla por el divorcio de sus padres entre 1980 y 1982, Sam estuvo al cuidado de su tía Kelly antes de mudarse con sus abuelos durante 18 meses y, finalmente, irse a vivir con Harmon y su familia. Harmon retiró la solicitud de custodia después de que su hermana acusara a Dawber de consumir cocaína. Nelson conservó la custodia, aunque a Harmon se le concedieron derechos de visita. Nelson, su hermano Mark y su hijo Sam también acordaron someterse a terapia familiar.

### Matrimonio con Mark Tinker
Nelson se casó con el productor de televisión y director Mark Tinker en 1988; se divorciaron en 2000. Después del divorcio, Nelson se mudó a Santa Fe, Nuevo México.

## Muerte
Kristin Nelson falleció de un ataque al corazón en su casa de Santa Fe, Nuevo México, el 27 de abril de 2018. Su hija Tracy confirmó su muerte en Facebook cuatro días después,  escribiendo que «su paraíso serían sus perros, el sushi y el cielo de Santa Fe."